# Budowlani Łódź Sportowa 2012-2013
Questa voce raccoglie le informazioni riguardanti il Budowlani Łódź Sportowa nelle competizioni ufficiali della stagione 2012-2013.

## Organigramma societario
Area direttiva
- Presidente: Marcin Chudzik

Area tecnica
- Allenatore: Maciej Komsol

## Rosa
| N° | Nome                 | Ruolo | Data di nascita   | Nazionalità |
| -- | -------------------- | ----- | ----------------- | ----------- |
| 1  | Magdalena Piątek     | S/O   | 10 settembre 1984 | Polonia     |
| 3  | Courtney Thompson    | P     | 4 novembre 1984   | Stati Uniti |
| 4  | Ewelina Mikołajewska | S     | 20 giugno 1992    | Polonia     |
| 5  | Dorota Ściurka       | S     | 7 gennaio 1981    | Polonia     |
| 6  | Dominika Koczorowska | C     | 2 maggio 1983     | Polonia     |
| 7  | Katarzyna Bryda      | S/O   | 30 aprile 1990    | Polonia     |
| 8  | Marta Pluta          | P     | 17 febbraio 1982  | Polonia     |
| 10 | Aleksandra Sikorska  | C     | 28 aprile 1993    | Polonia     |
| 11 | Sylwia Pycia         | C     | 20 aprile 1981    | Polonia     |
| 12 | Aleksandra Kruk      | S     | 29 ottobre 1984   | Polonia     |
| 13 | Paola Ampudia        | S/O   | 5 agosto 1988     | Colombia    |
| 16 | Agata Durajczyk      | L     | 19 agosto 1989    | Polonia     |
| 18 | Soraia dos Santos    | S/O   | 13 gennaio 1984   | Brasile     |